# Anticigruppen
Anticigruppen är en grupp inom Europeiska unionens råd som bereder sammanträdena i Ständiga representanternas kommitté (Coreper) i konstellationen Coreper II. Gruppen sammanträder normalt en gång i veckan, dagen innan Coreper sammanträder i motsvarande konstellation. Under gruppens sammanträden diskuteras ärendena för Corepers nästkommande sammanträde och medlemsstaternas företrädare har möjlighet att ge en första indikation om de ståndpunkter som kommer att föras fram i de fortsatta förhandlingarna. Ärendena delas in i I- och II-punkter beroende på hur förhandlingarna i gruppen utfaller. En I-punkt är ett ärende som företrädarna har uppnått enighet kring och som därför inte kräver vidare förhandlingar i Coreper. En II-punkt är ett ärende som företrädarna inte har kunnat uppnå enighet kring och som därför kräver ytterligare förhandlingar i Coreper. I-punkter blir i sin tur A-punkter, medan II-punkter blir A- eller B-punkter i rådet beroende på hur förhandlingarna i Coreper utfaller.
Anticigruppen inrättades 1975 och är uppkallad efter sin första ordförande, italienaren Paolo Massimo Antici. Gruppen består av en delegat från varje medlemsstats ständiga representation i Bryssel samt en företrädare för Europeiska kommissionen. En delegat kallas ofta själv informellt för ”Antici”. Om en ständig representant inte kan delta vid Coreper II ersätts han eller hon av medlemsstatens delegat från Anticigruppen. Vid Europeiska rådets sammanträden närvarar Anticigruppens delegater i ett till sammanträdeslokalen närliggande rum. En direkt telefonlinje mellan varje stats- eller regeringschef och dess tillhörande Anticidelegat gör det möjligt för stats- eller regeringscheferna att snabbt få ytterligare information eller rådgivning från delegaten. Anticidelegaten är den enda formella länken mellan stats- eller regeringschefen och den nationella delegationen.